# 윤석영
윤석영(尹錫榮, 1990년 2월 13일 ~ )은 현재 K리그2 충북 청주 FC에서 수비수로 활동 중인 대한민국의 축구 선수로 2012년 하계 올림픽 동메달리스트이며 2019년부터는 한국프로축구선수협회 이사를 맡고 있다.

## 클럽 경력

### 전남 드래곤즈
전남 드래곤즈의 U-18 팀인 광양제철고등학교 축구부 출신으로, 2009년에 전남 드래곤즈에 입단, 3월 7일 서울과의 홈경기(1:6)에서 프로 무대에 데뷔하였다. 이후 2009년 5월 17일에 열린 울산 현대와의 K리그 경기에서 프로 데뷔골을 기록했다. 2010년 말 호펜하임에서 영입 제의를 받았으나 2012년 하계 올림픽을 위해 거절하였다. 런던 올림픽이 끝난 후 맨체스터 시티, 토트넘, 에버턴 등 프리미어리그 소속의 팀에게 러브콜을 받았다는 보도가 이어졌으나 당시 강등 위기에 처해있던 전남에 힘을 보태기 위하여 잔류를 선언하였다.

### 해외 진출
2013년 1월 24일 퀸즈 파크 레인저스로 이적을 하였다. 2014년 3월 23일 미들즈브러와의 챔피언십 리그경기에서 선발로 출전해 풀타임을 뛰며 뛰어난 활약을 선보였다. 이날 윤석영은 경기 최우수 선수(Man of the match)에 선정되었다.
그러나 주전경쟁에서 어려움을 겪으며 2013 시즌 도중 동커스터 로버스로 임대되었으나, 부상으로 인하여 많은 경기에 출전하지 못한채, 임대기간이 종료되었다.
QPR에 복귀한 이후에는 오히려 더 좋은 모습을 보이며 주전으로 도약하였고, 2014년 5월 3일, 반즐리 FC와의 리그경기에서 리그 1호골을 성공시키며 팀의 2:0 완승에 기여했다.
그러나 QPR의 감독이 여러차례 교체되는 어수선한 분위기 속에서 또다시 주전에서 멀어지자, 2부리그인 찰턴 애슬레틱 FC로 임대되어 활약하였으나, 팀이 3부리그로 강등되면서 계약을 해지했다.
이후, 계속해서 유럽에 머물며 테스트자리를 해매었고 마침내 2016년 9월, 덴마크의 1부리그 브뢴뷔 IF에 입단하게 되었고, 등번호는 2번을 부여받았다.
그러나 12월 한 경기도 뛰지 못한채 계약해지를 하였다. 2017년 J리그 가시와 레이솔로 이적하였다.

### 국내 임대
2018년 6월 29일 FC 서울로 임대 이적이 발표되었다. 2019년 2월 28일 양자 합의에 의한 임대 종료로 팀을 떠났다.
2019 시즌을 앞두고 K리그1의 강원 FC로 임대 이적했다. 강원에서 윤석영은 김병수 감독의 전술인 병수볼의 핵심 자원으로 활동했다.
2020 시즌을 앞두고 부산 아이파크로 다시 임대되었다.

### 강원 FC
2021 시즌을 앞두고 강원 FC로 완전이적했다.

## 수상 내역
대한민국
- AFC U-19 축구 선수권 대회: 4강 (2008)
- 아시안 게임 축구: 동메달 (2010)
- 올림픽 축구: 동메달 (2012)

## 기타
- KBO 리그 KIA 타이거즈 투수 윤석민 선수와 6촌간이다.[7]